# Molenbeek-Saint-Jean
Molenbeek-Saint-Jean (en neerlandès Sint-Jans-Molenbeek) és una de les 19 municipis de la Regió de Brussel·les-Capital.
L'1 de gener de 2006, tenia 79877 habitants. La seva superfície és de 5,89 km². El municipi és densament poblat: té uns 13000 hab/km², el doble de la mitjana brussel·lesa.
Molenbeek-Saint-Jean limita amb els municipis de Brussel·les, Anderlecht, Dilbeek, Berchem-Sainte-Agathe, Koekelberg i Jette.

## Molenbeekesos cèlebres
- Joseph Diongre (1878-1963) - arquitecte modernista
- Geo Norge (1898-1990) - poeta
- Serge Creuz (1924-1996)- pintor
- Toots Thielemans - músic de jazz
- Georges Berger (1918-1967) - pilot de curses automobilístiques
- Jean Muno (1924-1988) - escriptor
- Abdelhamid Abaaoud (1987-2015) - activista armat islamista
- Thierry Zéno (1950) - cineasta
- Herman Teirlinck (1879-1967) - escriptor
- Franky Vercauteren (1956) - futbolista